# Шихани
Шихани (рус. Шиханы) град је у Русији у Саратовској области.

## Становништво
| 1959. | 1970. | 1979.  | 1989.  | 2002. | 2010. |
| ----- | ----- | ------ | ------ | ----- | ----- |
| 6.026 | 8.805 | 10.283 | 12.763 | 6.738 | 6.067 |